# The Kingdom of Solomon
The Kingdom of Solomon (persană: ملک سلیمان Kingdom Soleiman; titlul în SUA: Molke Soleiman)  este un film epic din 2010 regizat de Shahriar Bahrani. În rolurile principale joacă actorii Amin Zendegani, Mahmoud Pakniyat.

## Vezi și
- Listă de filme bazate pe Biblie